# パレットナイフの殺人
『パレットナイフの殺人』（パレットナイフのさつじん）は、1946年（昭和21年）10月15日に公開された日本の探偵映画である。江戸川乱歩の短編小説『心理試験』を原作として大映が制作した。

## 概要
大映が戦後に製作・公開したスリラー映画としては、同じ久松静児監督・高岩肇脚本・宇佐美淳主演の『夜光る顔』（1946年6月）に続く第2作である。なお、映画評論家の石上三登志は、日本初の本格ミステリ映画、かつ日本初の倒叙ミステリ映画としている。
乱歩原作作品としては、『一寸法師』（1927年、志波西果監督、聯合映画芸術家協会）に次ぐ2本目、かつ戦後初の映画化作品である。ポスター等でも『心理試験』が原作であることを謳っていた。製作に当たっては、プロデューサーの加賀四郎が助言を受けるため原作者のもとを頻繁に訪れたという。ただし、原作との共通点はプロットの一部のみにとどまっており、ストーリーや登場人物、犯行動機・犯行状況などは原作と全く異なる。原作での探偵役である明智小五郎も登場せず、同じ久松静児監督作品の『大都会』（1941年5月8日公開、武田麟太郎原作・山上七郎脚本）や『旋風街』（1941年7月8日公開、高岩肇原作・脚本）に登場した川野警部（演：宇佐美淳）が探偵役をつとめている。
『パレットナイフの殺人』という題名は、当時、大映社長であった菊池寛の発案による。乱歩は、「パレットナイフで人が殺せるかという疑問もあったが、結局この題名は成功であった。さすがは菊池寛だという説が多かった」と記している。なお、乱歩自身は『お前が犯人だ!』を提案していた。
映画中に登場する嘘発見器は、早稲田大学心理学教室の戸川行男から借り出したものである。

## あらすじ
昭和19年（1944年）、「U夫人の肖像」を製作中の新進画家・松村武は、憲兵中尉の岩崎啓一によって検挙される。「U夫人」こと富豪・本荘氏の妻、悠紀子に横恋慕していた岩崎の陰謀だった。
終戦後、松村は未亡人となった悠紀子のもとに向かう。一方、公職追放となった岩崎は、なおも悠紀子を執拗につけ狙う。岩崎は悠紀子を絞殺した上、松村の犯行に見せかけるため、画家の用いるパレットナイフで胸を刺す。さらにアリバイ工作のため、マントルピースの上にあった置時計の針を進めておき、実際の犯行時刻より後で犯行が行われたように見せかける。
松村は悠紀子殺害犯として逮捕されたが、警視庁の川野警部は、真犯人は岩崎ではないかと疑い、嘘発見器を用いて松村と岩崎を心理試験にかける。岩崎は心理試験のことをかぎつけ、事前に訓練して試験に挑む。結果は、おどおどしていた松村に不利なものであった。しかし川野警部は、岩崎があまりにスラスラと答えすぎたことに、かえって疑念を深める。
川野警部は岩崎を犯行現場に誘い出して誘導尋問を仕掛ける。警部から現場の置時計をいつ見たか、と尋ねられた岩崎は、最後に見たのは事件前日だ、と答えてしまう。だが、じつは置時計は事件前日まで修理に出されており、当日になってその場に戻されたものだった。

### 原作との相違点
原作との共通点は、犯人が万全の準備をして心理試験に臨むが、あまりに自然すぎる態度をかえって探偵役に疑われ、巧妙な誘導尋問に引っかかって自滅する、というクライマックスのプロットのみにとどまっている。石上三登志は、「ほとんどオリジナル」で「色々乱歩らしくな」い作品と評している。原作の犯人は貧しい大学生で、金銭目的から守銭奴の老婆を殺害するという筋書きであり、また、余計な隠蔽工作はかえって犯行を露見させる恐れがある、という考えから、変装やアリバイ工作などは特に行っていない。嘘発見器も原作には登場しない。

## スタッフ
- 監督 - 久松静児
- 脚本 - 高岩肇
- 原作 - 江戸川乱歩
- 企画 - 加賀四郎
- 撮影 - 高橋通夫
- 美術 - 下河原友雄
- 録音 - 長谷川光雄
- 照明 - 伊藤幸夫

## キャスト
- 川野警部 - 宇佐美淳
- 松村武 - 植村謙二郎
- 岩崎啓一 - 小柴幹治
- 本荘悠紀子 - 小牧由紀子
- 真田数枝 - 西條秀子
- 幸子 - 平井岐代子
- 清水刑事 - 花布辰男
- 本荘家女中ひで - 若原初子
- 本荘家書生隅田 - 飛田喜三
- 捜査課長 - 上代勇吉
- 憲兵 - 松原輝夫
- 憲兵 - 城廉太郎
- 山田警部 - 黒騎進
- アパート管理人 - 伊達正
- 明星クラブボーイ - 香取三平

## 評価
原作者である乱歩は、試写会を見た直後の感想を、日記に「割合まとまっているが、殺人動機が無理。犯人のまいるところも無理なり。変った映画にはなっている。」と記している。また、設定変更には不満があったらしく、横溝正史によれば、『本陣殺人事件』連載中の1946年に大映から映画化の話が乱歩の仲介で持ち込まれたが、このとき乱歩は「カツドー屋を相手にする場合、絶対にこちらの希望や主張は通らないものと思え。かれらは勝手に原作をやがめてしまうものだから、立腹しないように」と忠告してきたという（なお、大映は『本陣』の連載完結後に中止を申し入れ、代わって『蝶々殺人事件』を映画化している）。もっとも乱歩は、後年には「私の原作映画のうちでは、昭和三十一年の日活映画「死の十字路」についでよくできていたと思う」と一定の評価を下している。
公開当時、映画評論家の旗一兵は『キネマ旬報』誌上で「プロットが陳腐であり、豊かな肉づけに欠けている」「特高警察あがりの犯人も画家も未亡人もみんな仰々しく仕立て上げられているが類型的で安ッぽい。犯行の原因となる恋愛葛藤も青臭くて噴飯ものである」と酷評している。
石上三登志は、原作とほとんど無関係な「“オリジナル”シナリオ」を「成功」と評価し、倒叙ミステリ映画としての先駆性を高く評価した上で、本作が「あまり話題に上がらなかった」理由を「この国の“ミステリ”がまだ成熟していなかった」ことと、「典型的な“使い捨て”映画だった」ことに求めている。

## 二俣事件との関係
1950年（昭和25年）1月に静岡県で起こった殺人事件および冤罪事件である二俣事件では、警察・検察側は、被疑者・被告人とされた少年Aは探偵小説の愛読者であり、犯行後、本映画のトリックを参考にしてアリバイを偽装した、と主張した。
同事件では犯行現場の柱時計が午後11時で止まっていたが、Aは、その時刻には支那そばの屋台を営んでいた父親の手伝いで、麻雀店に出前に行っていた。したがって、時計の止まった時刻が犯行時刻だとすると、アリバイが成立することになる。Aの自白調書では「前に探偵小説を見た時に、時計の針を動かして、悪いことをした時間をごまかして警察に見つからないにしたという偽装を思い出し」、午後9時半を指していた時計の長針を2回りほど回して偽装した、とされている。警察はAが本作を見たことを「自白」させ、実際に近隣で本作が上映されていたことを傍証とした。
しかし、弁護人の清瀬一郎は、「柱時計の針だけを廻して時間を進めただけでは、その時鐘はこれに伴わず、元の位置の鐘を打つに過ぎない」こと、事件後に被害者遺族が時計を動かしたときは、針の示す時刻通りに鐘が鳴っていたことを指摘して、針が動かされた形跡はなかったことを明らかにしている。なお、原作では犯人はアリバイ工作を行っておらず、このアリバイトリックは映画のオリジナルである。